# ساشا سافيتش
ساشا سافيتش هو لاعب كرة قدم صربي في مركز الدفاع، ولد في 5 فبراير 1984 في نوفي ساد في صربيا. لعب مع نادي تشوكاريتشكي ونادي فويفودينا.

## وصلات خارجية
- ساشا سافيتش على موقع قاعدة بيانات كرة القدم.إي يو (الإنجليزية)
- ساشا سافيتش على موقع Soccerway.com (الإنجليزية)
- ساشا سافيتش على موقع عالم كرة القدم.نت (الإنجليزية)